# 西塔里耶森

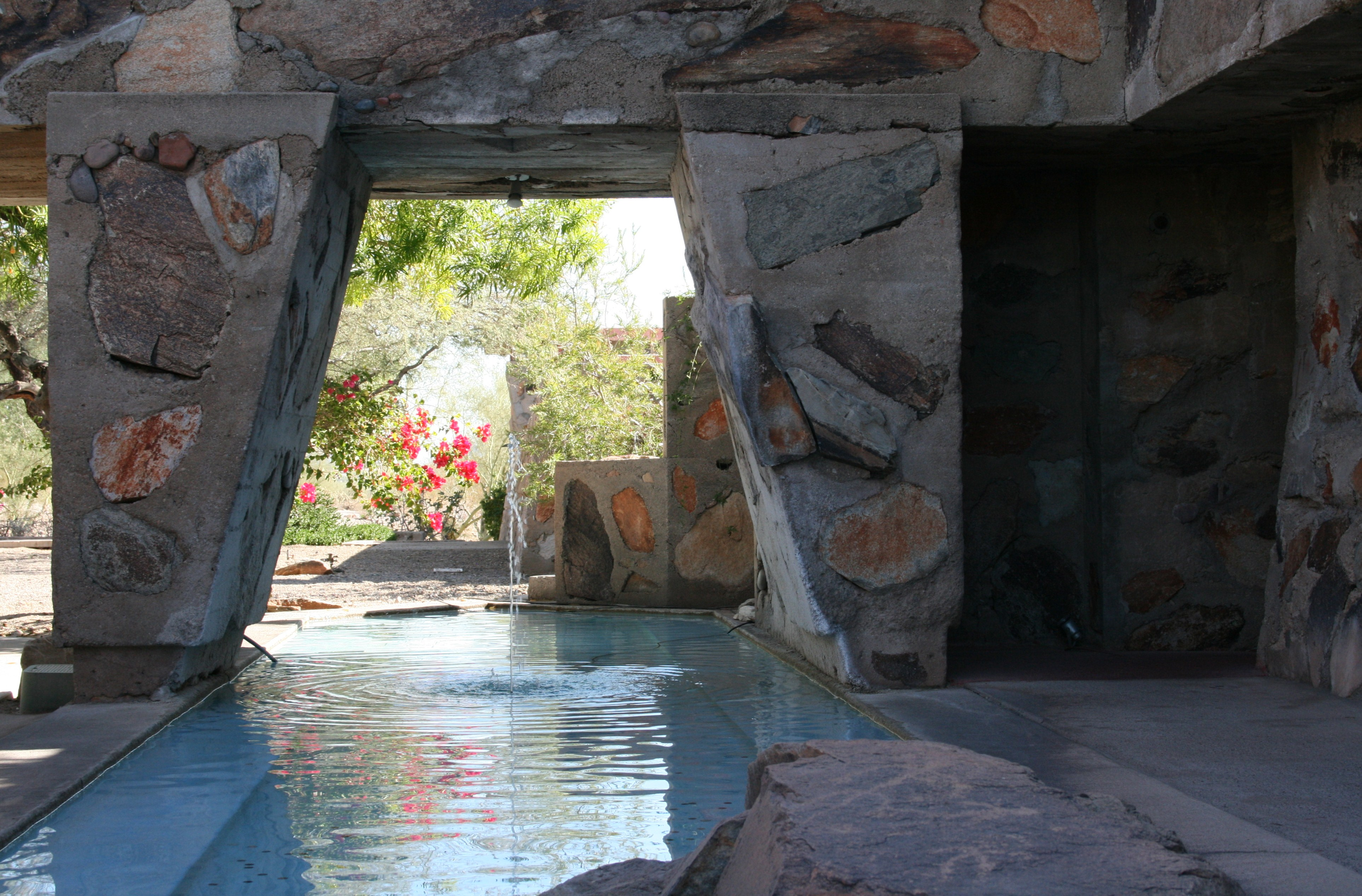
西塔里耶森的水池與噴泉。

西塔里耶森（Taliesin West），位於亞利桑那州的斯科茨代爾，是美國建築師法蘭克·洛伊·萊特自1937年之后的冬日住所。
萊特一直居住在此到1959年享91歲高齡去世。
如今這個地方是法蘭克·洛伊·萊特建築學校的主要校園

，同時也是法蘭克·洛伊·萊特基金會的所在地。
西塔里耶森的命名原於萊特的另一處位於威斯康辛州的居所塔里耶森。

## 歷史
萊特與他的塔里耶森學徒們自1933年便開始往亞利桑那州探索。
在1937年，萊特在沙漠中以每英畝 3.5 美金的價錢購買了一片土地，打算打造成「西塔里耶森」。
這片地位於麥克道爾山（McDowell Mountains）南面的坡地，可以俯視天堂谷（Paradise Valley, Arizona）。

萊特相信這是一個完美的地點，可以作為居所、生意場所、學校。
他這麼形容：「最終我得知在鳳凰城外26英哩外，跨過天堂谷的沙漠，一個在山上的大平台。
在這個正好位於麥克道爾山頂下的平台，我們駐足、回頭、到處觀看。
這裡是世界的頂端。」
由於沙漠中的水源難以取得，萊特花費了超過一萬美金掘井以供應西塔里耶森的用水。

## 設計
萊特強烈覺得他與沙漠有所連結。
他認為亞利桑納需要自己的建築風格。
建築物的牆壁是用當地的岩石堆疊在木造結構，並灌以混凝土製成。
萊特傾向用當地能夠取得的材料，不去使用那些還需要運輸的建材。
用萊特自己的話來說：「那兒有簡單、具有特色的剪影輪廓、巨大的堆積物以及隨處可得被烈日烤過的沙漠岩石。
我們將這些整合起來，融入景色之中...」

自然光源在設計中也扮演了重要的角色。
在繪圖室，萊特用半透明的畫布作為屋頂（由於亞利桑納過盛的陽光，後來改成用塑膠）。
在面南的餐廳，萊特選擇不使用從地板連接到天花板砌體結構牆。
他設計了橫過牆壁的屋頂以遮閉陽光，然而他仍保留來自水平方向的光線穿過房間。
萊特相信自然的光線能夠使建築內部的工作空間與外頭的自然環境產生交流。
每當夏日過後，萊特從威斯康辛歸來，他便會巡視一番、做些改變。
或者呼喊他的學徒們帶上工具、手推車開始工作。
他持續地作出修改、解決發生的問題、拓展他的設計。
經過許多年，他增添了餐廳、歌舞劇院以及其它許多房間。
所有傢俱都由來特設計，並且大多由他的學徒製作。

## 圖片集

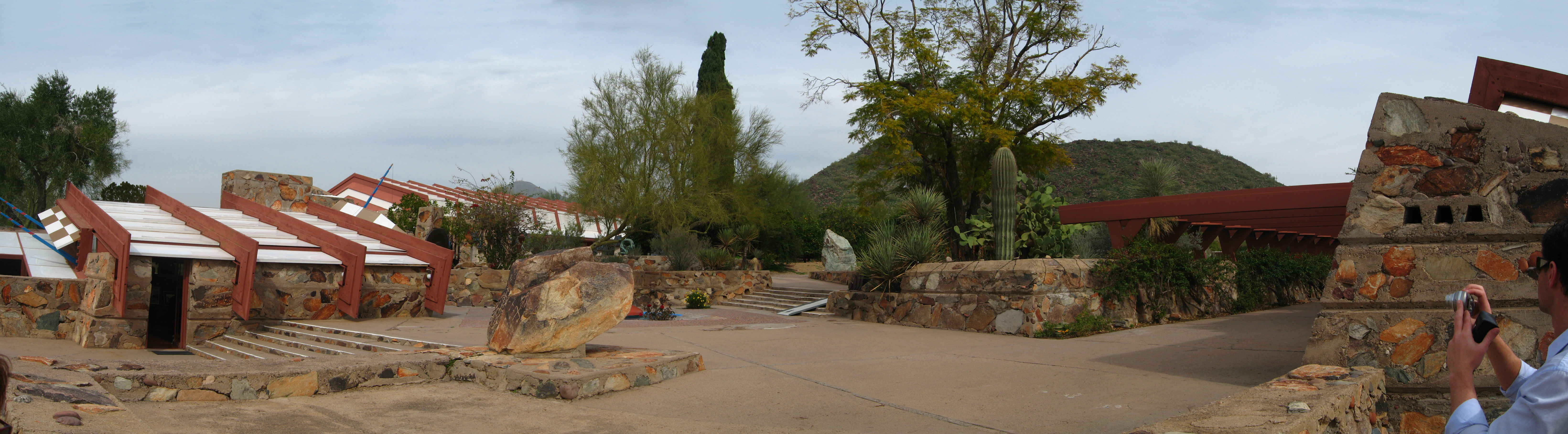
法蘭克·洛伊·萊特的辦公室（左）和主要的事務所（右）。

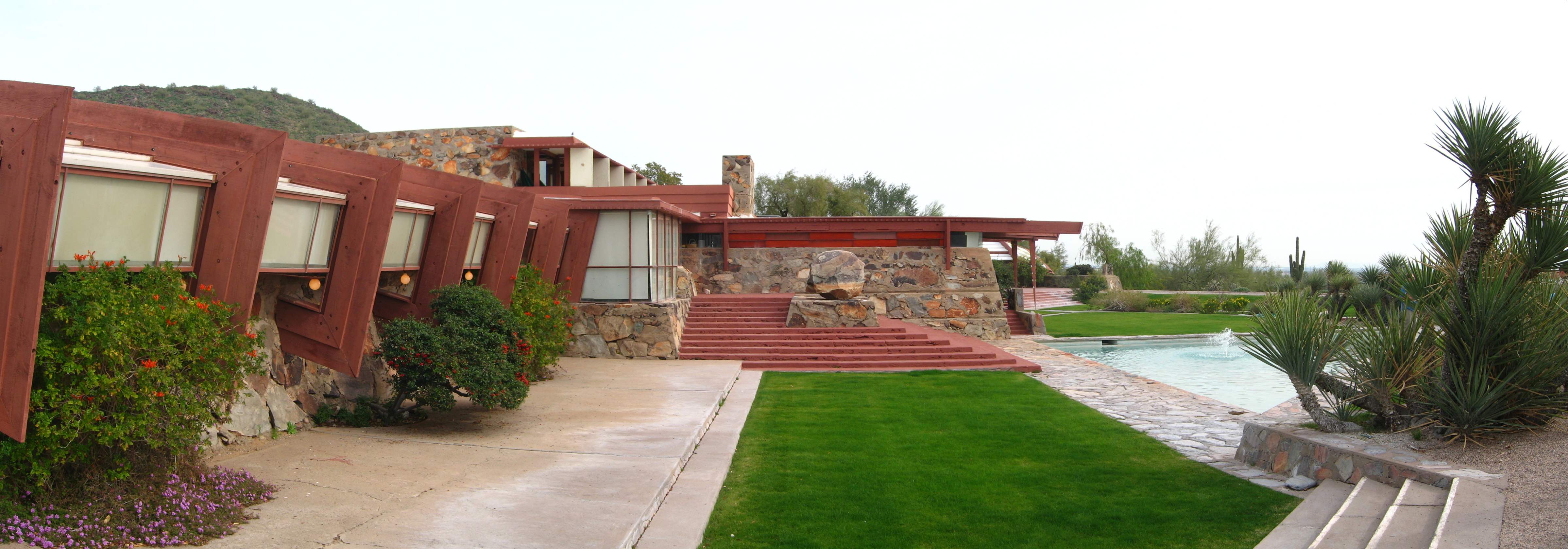
主要的事務所和低陷的園地。

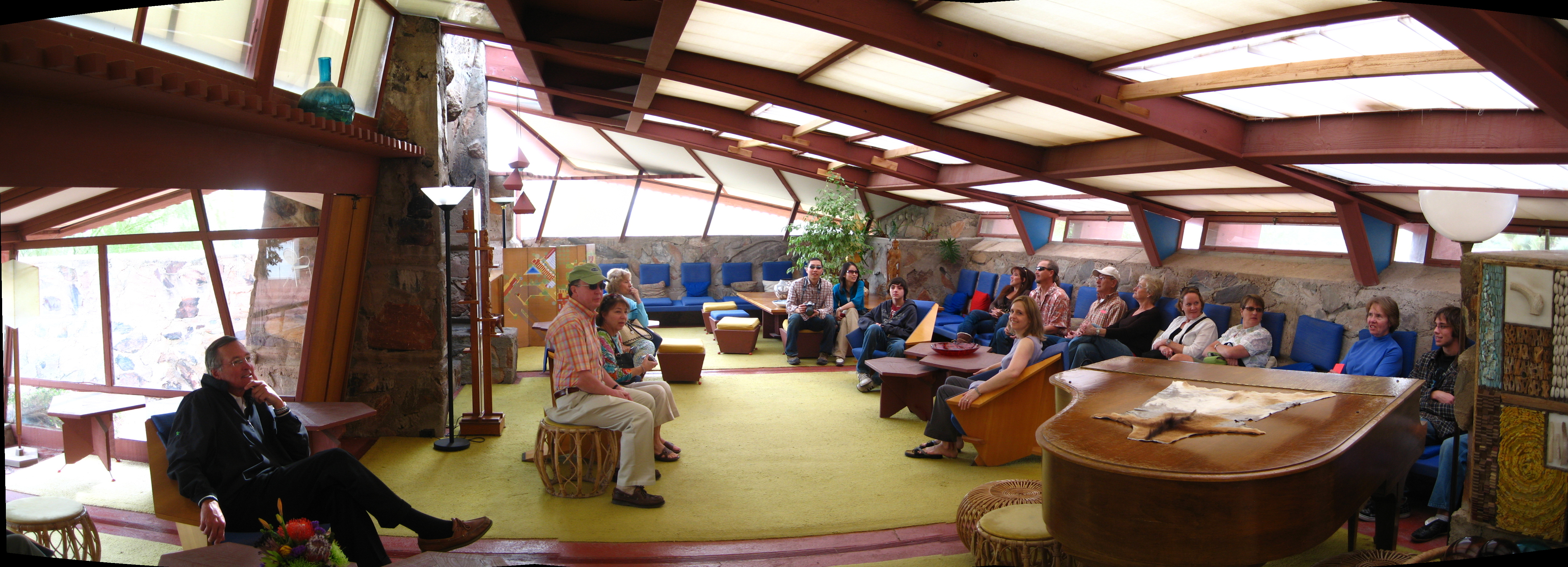
園地房屋的內部。

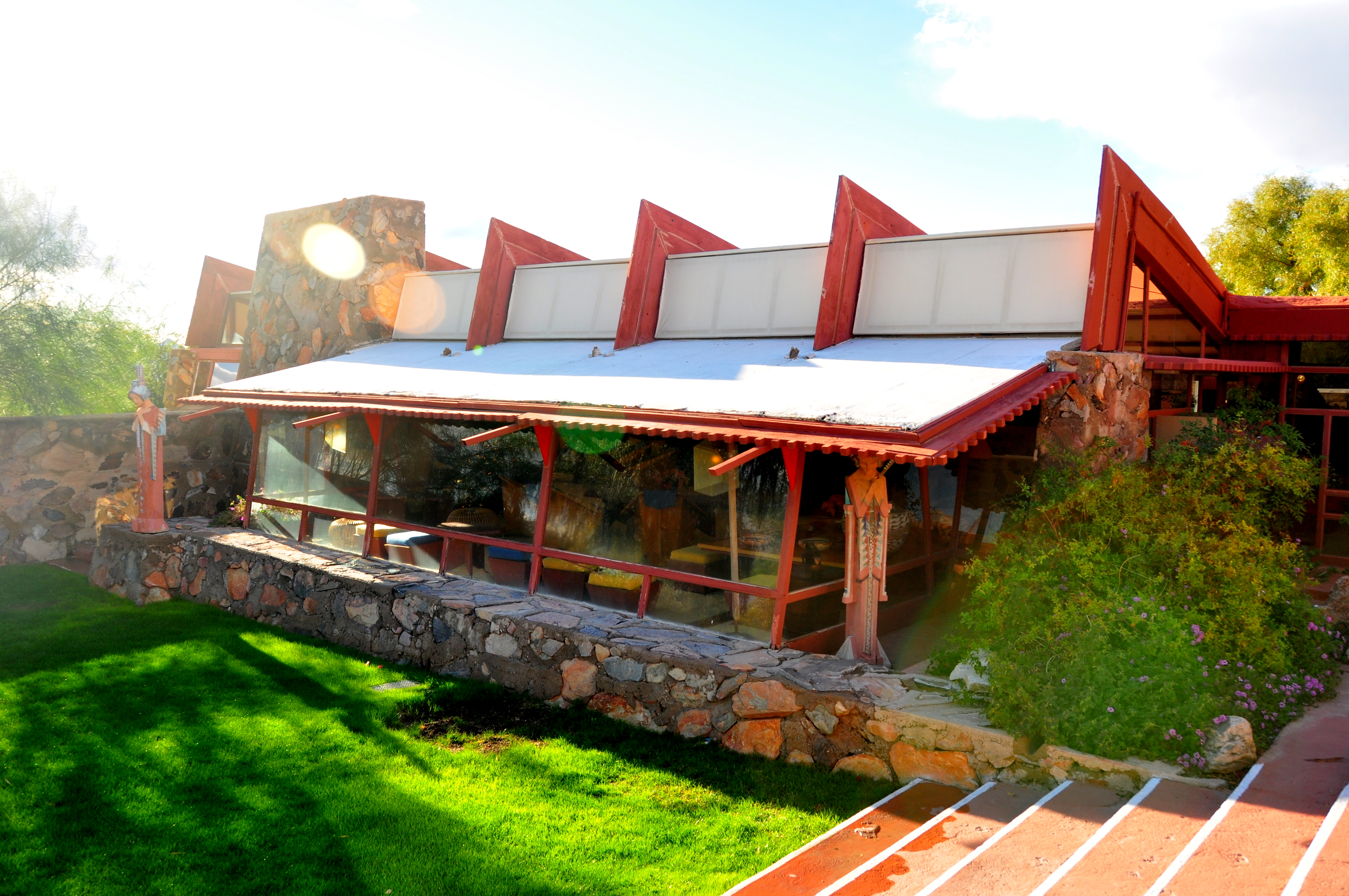
園地房屋的外部。

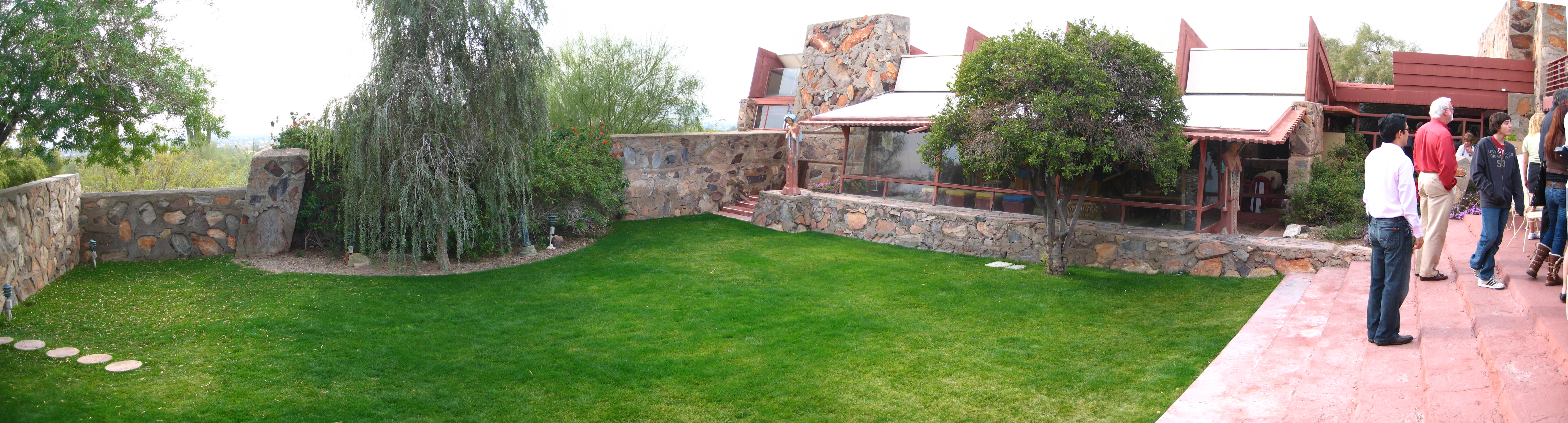
內部的園地。

## 外部連結
- 西塔里耶森官方網站
- 法蘭克·洛伊·萊特基金會
- 法蘭克·洛伊·萊特建築學校官方網站
- 美國國家歷史名勝－西塔里耶森